# John Carroll Lynch
John Carroll Lynch (Boulder, 1º agosto 1963) è un attore statunitense.

## Biografia
Nato in Colorado e cresciuto a Denver, inizia la sua carriera in teatro mentre prosegue gli studi a Washington, presso la scuola privata denominata Università Cattolica d'America. Sposato dal 1997 con l'attrice Brenda Wehle, diventa noto negli Stati Uniti per la sua partecipazione alla situation comedy The Drew Carey Show, lavorandovi dal 1997 al 2004. In campo cinematografico debutta nel 1993 nel film Due irresistibili brontoloni con Jack Lemmon e Walter Matthau. Partecipa inoltre anche alle serie televisiva Carnivàle e Close to Home - Giustizia ad ogni costo.
Nel corso degli anni recita in film come The Fan - Il mito, Vulcano - Los Angeles 1997, Face/Off - Due facce di un assassino e Codice Mercury. Nel 2007 recita nel film di David Fincher Zodiac, dove interpreta Arthur Leigh Allen, primo sospettato di essere il Killer dello Zodiaco. Nel 2014 viene scelto nel cast della quarta stagione della serie televisiva antologica American Horror Story, interpretando Twisty the Clown mentre nella quinta interpreta il serial killer John Wayne Gacy. Nel 2016 recita nel film Miracoli dal cielo con Jennifer Garner. Nel 2017 debutta alla regia con il film Lucky con protagonista Harry Dean Stanton e sempre nello stesso anno compare nella settima stagione di American Horror Story, reinterpretando il personaggio di Twisty. Nel 2019 è nel cast principale della nona stagione di American Horror Story.

## Filmografia

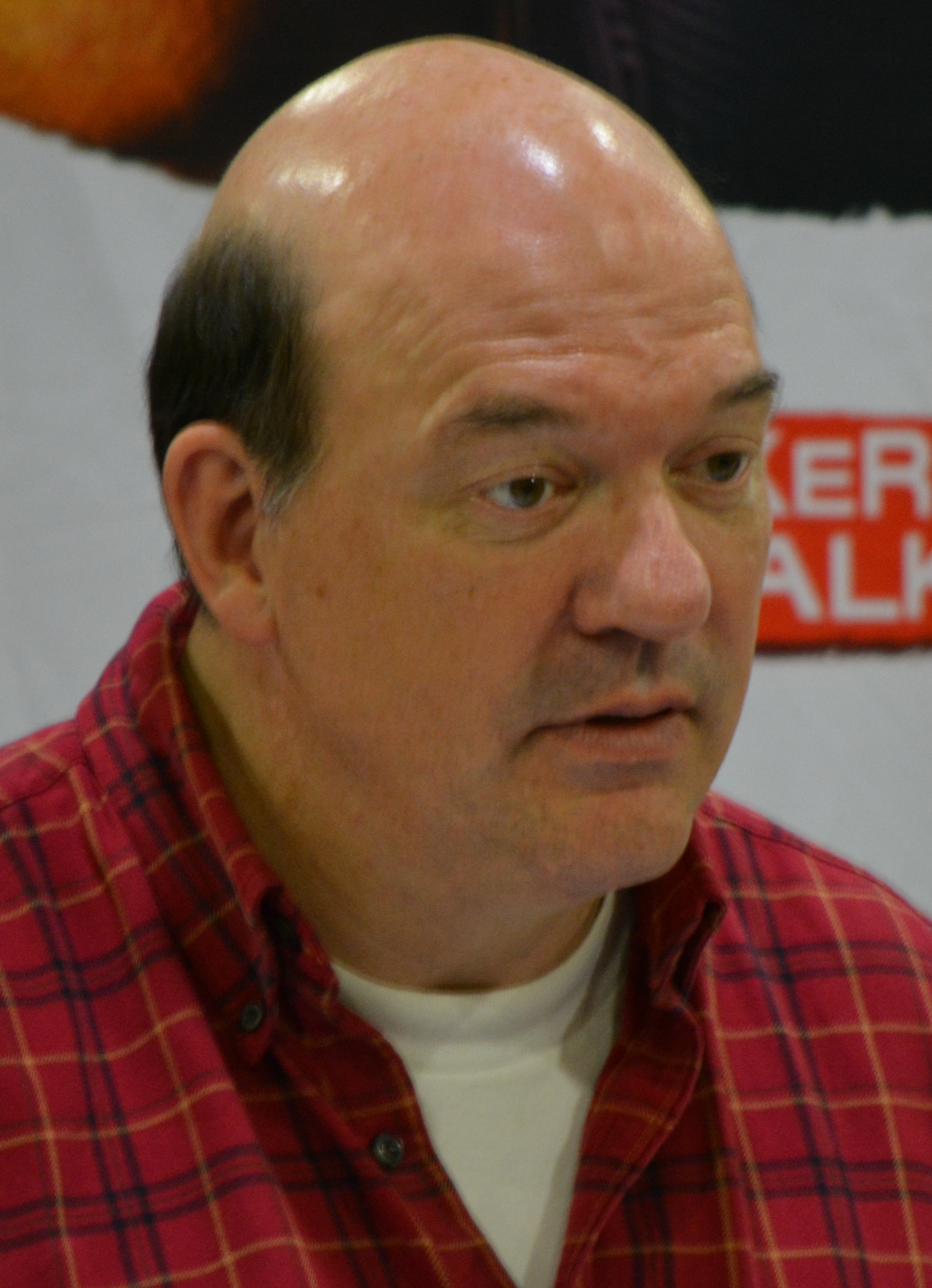
John Carroll Lynch ad Atlanta nel 2016

### Attore

#### Cinema
- Due irresistibili brontoloni (Grumpy Old Men), regia di Donald Petrie (1993)
- Amici per sempre (The Cure), regia di Peter Horton (1995)
- Beautiful Girls, regia di Ted Demme (1996)
- Fargo, regia dei Fratelli Coen (1996)
- The Fan - Il mito (The Fan), regia di Tony Scott (1996)
- Due mariti per un matrimonio (Feeling Minnesota), regia di Steven Baigelman (1996)
- Una sporca missione (Dead Men Can't Dance), regia di Stephen Milburn Anderson (1997)
- Segreti (A Thousand Acres), regia di Jocelyn Moorhouse (1997)
- Vulcano - Los Angeles 1997 (Volcano), regia di Mick Jackson (1997)
- Face/Off - Due facce di un assassino (Face/Off), regia di John Woo (1997)
- Lo spezzaossa (The Naked Man), regia di J. Todd Anderson (1998)
- Codice Mercury (Mercury Rising), regia di Harold Becker (1998)
- Falso tracciato (Pushing Tin), regia di Mike Newell (1999)
- La mia adorabile nemica (Anywhere But Here), regia di Wayne Wang (1999)
- Fuori in 60 secondi (Gone in Sixty Seconds), regia di Dominic Sena (2000)
- Sai che c'è di nuovo? (The Next Best Thing), regia di John Schlesinger (2000)
- Bubble Boy, regia di Blair Hayes (2001)
- The Good Girl, regia di Miguel Arteta (2002)
- Confidence - La truffa perfetta (Confidence), regia di James Foley (2003)
- Gothika, regia di Mathieu Kassovitz (2003)
- Tre ragazzi e un bottino (Catch That Kid), regia di Bart Freundlich (2004)
- Crazy in Love (Mozart and the Whale), regia di Petter Næss (2005)
- 14 anni vergine (Full of It), regia di Christian Charles (2007)
- Zodiac, regia di David Fincher (2007)
- Noi due sconosciuti (Things We Lost in the Fire), regia di Susanne Bier (2007)
- Gran Torino, regia di Clint Eastwood (2008)
- Qualcosa di speciale (Love Happens), regia di Brandon Camp (2009)
- Shutter Island, regia di Martin Scorsese (2010)
- Sympathy for Delicious, regia di Mark Ruffalo (2010)
- Hesher è stato qui (Hesher), regia di Spencer Susser (2010)
- Paul, regia di Greg Mottola (2011)
- Crazy, Stupid, Love, regia di Glenn Ficarra e John Requa (2011)
- Una ragazza a Las Vegas (Lay the Favorite), regia di Stephen Frears (2012)
- The Pretty One, regia di Jenée LaMarque (2013)
- Camp X-Ray, regia di Peter Sattler (2014)
- The Invitation, regia di Karyn Kusama (2015)
- Fuga in tacchi a spillo (Hot Pursuit), regia di Anne Fletcher (2015)
- Ted 2, regia di Seth MacFarlane (2015)
- Miracoli dal cielo (Miracles from Heaven), regia di Patricia Riggen (2016)
- Shangri-La Suite, regia di Eddie O'Keefe (2016)
- Jackie, regia di Pablo Larraín (2016)
- The Founder, regia di John Lee Hancock (2016)
- La casa dei sogni (The Architect), regia di Jonathan Parker (2016)
- Private Life, regia di Tamara Jenkins (2018)
- Highwaymen - L'ultima imboscata (The Highwaymen), regia di John Lee Hancock (2019)
- Il processo ai Chicago 7 (The Trial of the Chicago 7), regia di Aaron Sorkin (2020)

#### Televisione
- Murder One – serie TV, episodio 1x13 (1996)
- Frasier – serie TV, episodio 3x14 (1996)
- The Drew Carey Show – serie TV, 72 episodi (1997-2004)
- The Practice - Professione avvocati (The Practice) – serie TV, episodio 2x07 (1997)
- Star Trek: Voyager  – serie TV, episodio 5x22 (1999)
- In tribunale con Lynn (Family Law) – serie TV, episodio 1x01 (1999)
- Il fuggitivo (The Fugitive) – serie TV, episodio 1x01 (2000)
- West Wing - Tutti gli uomini del Presidente (The West Wing) – serie TV, episodio 2x09 (2000)
- Gideon's Crossing – serie TV, episodio 1x04 (2001)
- Carnivàle – serie TV, 12 episodi (2005)
- Close to Home - Giustizia ad ogni costo (Close to Home) – serie TV, 21 episodi (2005-2006)
- K-Ville – serie TV, 11 episodi (2007-2008)
- Lie to Me – serie TV, episodio 2x02 (2009)
- Detective Monk (Monk) – serie TV, episodio 8x09 (2009)
- CSI - Scena del crimine (CSI: Crime Scene Investigation) – serie TV, episodio 10x05 (2009)
- The Glades – serie TV, episodi 1x01-3x06 (2010-2012)
- How to Make It in America – serie TV, episodio 1x07 (2010)
- Body of Proof – serie TV, 26 episodi (2011-2012)
- Do No Harm – serie TV, 10 episodi (2013)
- House of Lies – serie TV, episodi 3x02-3x03 (2014)
- The Americans – serie TV, 6 episodi (2014)
- Manhattan – serie TV, episodi 1x06-1x07 (2014)
- American Horror Story – serie TV, 18 episodi (2014-2019)
- The Walking Dead – serie TV, episodio 6x04 (2015)
- Billions – serie TV, episodio 1x07 (2016)
- Turn: Washington's Spies – serie TV, 8 episodi (2016-2017)
- Channel Zero – serie TV, 6 episodi (2017)
- Crawford – serie TV, 12 episodi (2018)
- The Handmaid's Tale – serie TV, episodio 2x02 (2018)
- The Good Cop – serie TV, episodio 1x03 (2018)
- One Dollar – serie TV, 9 episodi (2018)
- Veep - Vicepresidente incompetente (Veep) – serie TV, episodi 7x01-7x04-7x06 (2019)
- Big Sky – serie TV, 22 episodi (2020-2022)
- American Horror Stories – serie TV, episodio 1x03 (2021)
- Gaslit – miniserie TV, 4 episodi (2022)
- Infiltrati alla Casa Bianca - White House Plumbers (White House Plumbers) – miniserie TV, episodi 1x02-1x03 (2023)
- Evil – serie TV, episodi 4x11-4x12-4x14 (2024)
- Ballard – serie TV, 10 episodi (2025)

### Regista
- Lucky (2017)

## Doppiatori italiani
Nelle versioni in italiano delle opere in cui ha recitato, John Carroll Lynch è stato doppiato da:
- Paolo Marchese in Noi due sconosciuti, Qualcosa di speciale, CSI - Scena del crimine, Shutter Island, Hesher è stato qui, The Glades (ep. 1x01), Fuga in tacchi a spillo, The Founder, Big Sky, American Horror Stories, Ballard
- Pasquale Anselmo in Tre ragazzi e un bottino, Carnivàle (ep. 2x05-12), The Walking Dead, Una ragazza a Las Vegas
- Enzo Avolio in Close to Home - Giustizia ad ogni costo, Big Love, Lie to Me, Body of Proof
- Ambrogio Colombo in The Good Girl, Zodiac, Do No Harm
- Roberto Stocchi in American Horror Story, Highwaymen - L'ultima imboscata, Il processo ai Chicago 7
- Giorgio Locuratolo in Codice Mercury, Carnivàle (ep. 2x03-04)
- Stefano De Sando in Gran Torino, Ted 2
- Paolo Buglioni in Jackie, Private Life
- Carlo Cosolo in Fargo
- Maurizio Reti in Vulcano - Los Angeles 1997
- Werner Di Donato in Face/Off - Due facce di un assassino
- Wladimiro Grana in Falso tracciato
- Ennio Coltorti in La mia adorabile nemica
- Enrico Di Troia in Detective Monk
- Gerolamo Alchieri in Confidence - La truffa perfetta
- Roberto Pedicini in Gothika
- Vladimiro Conti in 14 anni vergine
- Gianluca Tusco in The Glades (ep. 3x06)
- Claudio Fattoretto in Paul
- Simone Mori in Crazy, Stupid, Love
- Roberto Draghetti in The Pretty One
- Massimo Lodolo in The Invitation
- Alessandro Ballico in Miracoli dal cielo
- Paolo Maria Scalondro in Billions
- Massimiliano Lotti in The Handmaid's Tale